# Jacob Vosmaer (schrijver)

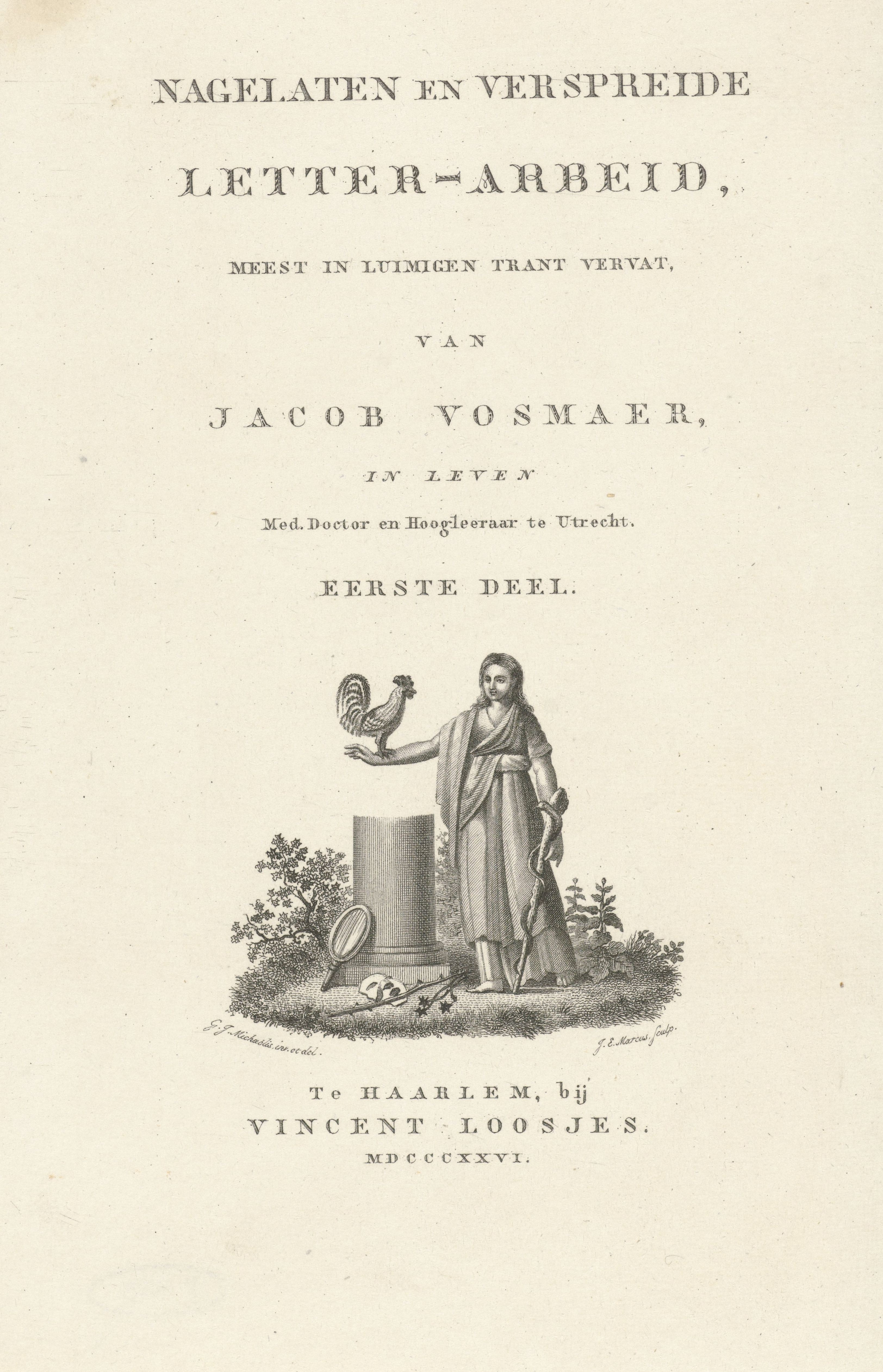
Nagelaten en verspreide letter-arbeid (1826)

Jacob Vosmaer (Den Haag, 25 augustus 1783 - Utrecht, 3 februari 1824) was een Nederlands geneeskundige en schrijver. Hij was de oom van Carel Vosmaer en een neef van Jacques Vosmaer.
Hij studeerde te Harderwijk in de geneeskunde, later te Utrecht, maar promoveerde in eerstgenoemde stad. Hij vestigde zich daarna als geneesheer te Haarlem, twee jaren later te Zutphen. In 1816 werd hij hoogleraar te Harderwijk en in 1818 te Utrecht. Bij de oprichting van de Rijks Veeartsenijschool aldaar in 1820 werd hij aan die inrichting geplaatst, en overleed te Utrecht op 3 februari 1824.
Naast vele in het Latijn en Nederlands geschreven werkjes over geneeskunde en daarmee verwante vakken schreef hij: Grondbeginselen der natuurkunde van den mensch (Amst. 1808); De menschenliefde (dichtstuk, Harderw. 1818); Apothekers woordenboek, letter A-D (Zutphen 1822, vervolgd door Cl. Mulder, Zutphen 1828); De kunst om lang te leven en wel te sterven (Haarlem 2e dr., 1828, Amst., 1852); Nagelaten en verspreide letterarbeid (2 dln., Haarlem 1826, waarin opgenomen zijn Wandelingen van Maarten Vroeg). Dit laatste afzonderlijk te Haarlem 1852 en te Arnhem 1872.